# Seramgylling
Seramgylling (Oriolus forsteni) är en fågel i familjen gyllingar inom ordningen tättingar.

## Utbredning och systematik
Fågeln förekommer enbart på Seram (södra Moluckerna). Den behandlas som monotypisk, det vill säga att den inte delas in i några underarter.

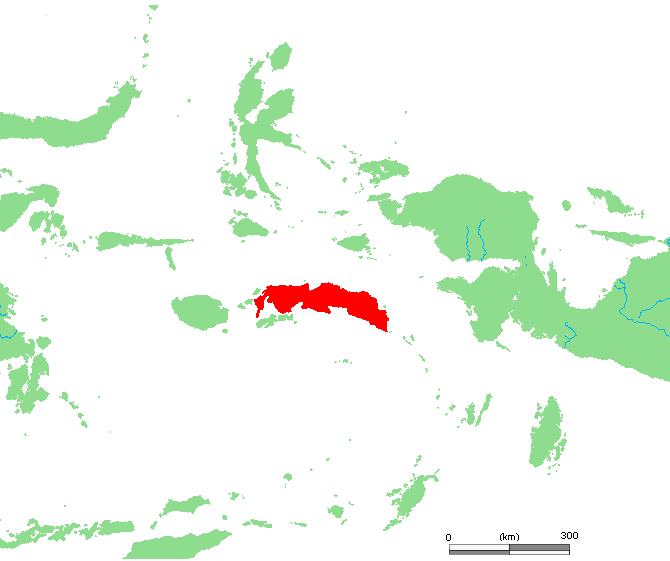
Fågeln förekommer endast på ön Seram i Moluckerna.

## Status
IUCN kategoriserar arten som livskraftig.

## Namn
Fågelns vetenskapliga artnamn hedrar Eltio Allegondus Forsten (1811-1843), holländsk zoolog och samlare av specimen i Ostindien 1838-1843.